# Trigona
Trigona is een geslacht van vliesvleugelige insecten uit de familie bijen en hommels (Apidae)

## Soorten
- T. albipennis Almeida, 1992
- T. amalthea (Olivier, 1789)
- T. amazonensis (Ducke, 1916)
- T. armata Magretti, 1895
- T. branneri Cockerell, 1912
- T. braueri Friese, 1900
- T. cilipes (Fabricius, 1804)
- T. corvina Cockerell, 1913
- T. crassipes (Fabricius, 1793)
- T. chanchamayoensis Schwarz, 1948
- T. dallatorreana Friese, 1900
- T. dimidiata Smith, 1854
- T. ferricauda Cockerell, 1917
- T. fulviventris Guérin-Méneville, 1845
- T. fuscipennis Friese, 1900
- T. guianae Cockerell, 1912
- T. hyalinata (Lepeletier, 1836)
- T. hypogea Silvestri, 1902
- T. lacteipennis Friese, 1900
- T. muzoensis Schwarz, 1948
- T. necrophaga Camargo & Roubik, 1991

- T. nigerrima Cresson, 1878
- T. pallens (Fabricius, 1798)
- T. permodica Almeida, 1992
- T. recursa Smith, 1863
- T. sesquipedalis Almeida, 1985
- T. silvestriana Vachal, 1908
- T. spinipes (Fabricius, 1793)
- T. truculenta Almeida, 1985
- T. williana Friese, 1900